# Język czagatajski
Język czagatajski (nazwa własna: جغتای Jaĝatāy) – wymarły język z grupy turkijskich, który pełnił rolę lingua franca w Azji Centralnej w wiekach XIII–XIX n.e. Wywodzi się z języka staroujgurskiego, wzbogaconego o słownictwo arabskie i perskie.